# Dood Henry Kissinger!

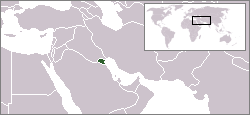
De ligging van Koeweit in het Midden-Oosten.

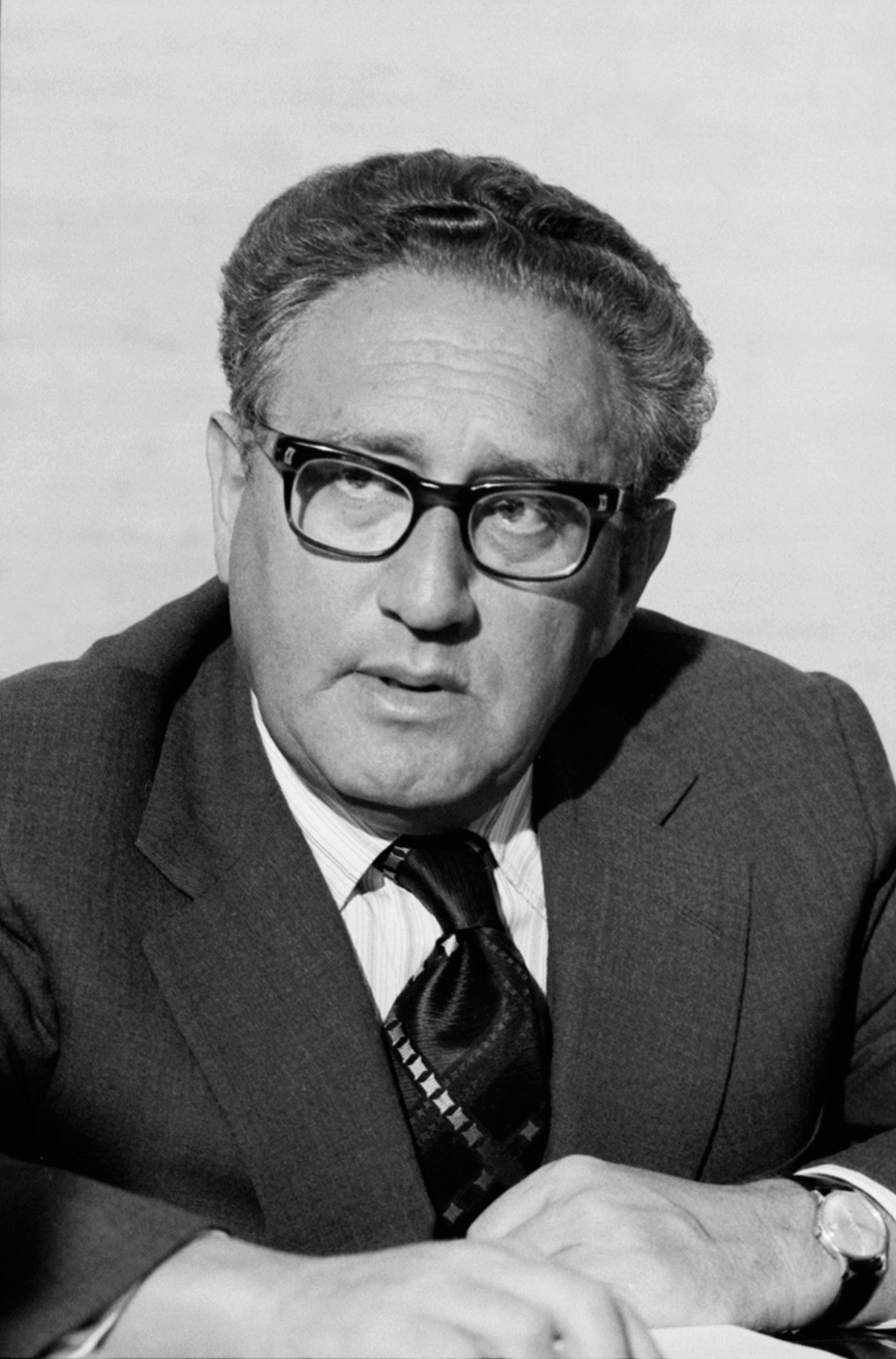
Henry Kissinger (1976)

Dood Henry Kissinger! is een spionageroman van auteur Gérard de Villiers en het 34e deel uit de S.A.S.-reeks met als protagonist de Oostenrijkse prins en freelance CIA-agent Malko Linge.

## Het verhaal
Een kort en eenvoudig telegram, zonder enige nadere toelichting dwingt Malko ertoe spoorslags naar Koeweit af te reizen.
De CIA heeft namelijk informatie ontvangen dat er een moordaanslag op Henry Kissinger, een staatssecretaris in de Amerikaanse regering, wordt beraamd. Deze zal binnen enkele dagen Koeweit bezoeken. In dit deel van de wereld waar een politieke moord een gebruikelijk wapen is om de macht te grijpen, dient Malko de aanslag te verijdelen.

## Personages
- Malko Linge, Oostenrijkse prins en CIA-agent;
- Henry Kissinger, staatssecretaris in de Amerikaanse regering;
- Eleonor Ricord, viceconsul van de Verenigde Staten.